# Городница (Ивано-Франковская область)
Городни́ца (укр. Городниця) — село в Городенковской городской общине Коломыйского района Ивано-Франковской области Украины.
Население по переписи 2001 года составляло 1115 человек. Почтовый индекс — 78140. Телефонный код — 03430.

## Известные уроженцы
- Глинский, Теофан (1806—1893) — галицкий украинский писатель, публицист, культурный и общественный деятель.